# MANIA MANIÈRA
『MANIA MANIÈRA』（マニア・マニエラ）は、ムーンライダーズの8枚目のオリジナル・アルバム。1982年12月15日発売。

## 解説
当時、まだ普及していなかったCDのみのリリース。プレス枚数は200枚とも300枚とも言われ、このオリジナル盤はメンバーすら所有していない。その後、冬樹社よりカセットブック、T.E.N.T/ポニーキャニオンからアナログ盤、CDが発売された。
アルバムのコンセプトは『労働』など。難解すぎてレコード会社からクレームが来て、発売中止になったとされているが、圧力はあったものの、時代に合わないとの理由で、最終的には自分たちで発売中止を決めている。その方がかっこいいからとも後に語っている。このため、前作『青空百景』よりも制作時期は早く、1981年から始まっている。
オリジナル盤では社会主義、共産主義をイメージさせる赤いジャケットで、アーバンギャルドなどが影響を受けている。このジャケットはポニーキャニオンから発売された際に新しいデザインのものと差し替えられたが、iTunes storeなどの配信ではオリジナルのジャケットにもどされた。

## 収録曲
1. Kのトランク
作詞：佐藤奈々子　作曲：岡田徹
タイトルの「K」とは鈴木慶一のイニシャルである。
現在ライブでは、Aメロの「住み慣れた 二十世紀の街」の部分を、「住み慣れた 二十一世紀の街」と歌っている。
2. 花咲く乙女よ穴を掘れ
作詞：糸井重里　作曲：鈴木慶一
3. 檸檬の季節
作詞：佐藤奈々子　作曲：鈴木慶一・鈴木博文・武川雅寛
4. 気球と通信
作詞・作曲：橿渕哲郎
5. バースディ
作詞：佐伯健三　作曲：白井良明
6. 工場と微笑
作詞・作曲：鈴木博文
7. ばらと廃物
作詞：鈴木博文　作曲：岡田徹
8. 滑車と振子
作詞・作曲：鈴木博文
9. 温和な労働者と便利な発電所
作詞：鈴木慶一　“発電所”：太田螢一　作曲：ムーンライダーズ
10. スカーレットの誓い
作詞：橿渕哲郎　“薔薇”：佐藤奈々子　作曲：橿渕哲郎